# Bonnétable

Bonnétable este o comună în departamentul Sarthe, Franța. În 2009 avea o populație de 4,041 de locuitori.